# Classe Kaiser Friedrich III
La classe Kaiser Friedrich III fu una classe di navi da battaglia tipo pre-dreadnought della Kaiserliche Marine tedesca, composta da cinque unità entrate in servizio tra il 1898 e il 1901.
Le cinque unità della classe fecero parte del I Squadrone della Heimatflotte ("Flotta di casa"), conducendo prevalentemente attività di addestramento; dopo una decina d'anni di servizio, le unità furono rimpiazzate da navi di più moderna costruzione e trasferite al III Squadrone della neonata Hochseeflotte ("Flotta d'alto mare"), venendo poi poste in riserva. Allo scoppio della prima guerra mondiale nel 1914 le Kaiser Friedrich III furono riattivate e inserite nel V Squadrone della Hochseeflotte, ma a causa della loro obsolescenza furono ritirate dal servizio attivo già nel febbraio 1915 e infine disarmate nel corso del 1916, venendo riconvertite a compiti ausiliari. Sopravvissuti indenni alla guerra, i cinque scafi furono smantellati tra il 1920 e il 1921.

## Il progetto
La progettazione delle Kaiser Friedrich III ebbe inizio nel 1892 e proseguì fino al 1894. La nuova classe rappresentò un notevole passo in avanti rispetto alle precedenti unità della classe Brandenburg: influenzati dalla vittoria riportata dagli incrociatori giapponesi sulle pesantemente armate navi da battaglia cinesi nella battaglia del fiume Yalu, i progettisti tedeschi abbandonarono i cannoni di calibro pesante progettati per penetrare le corazze in favore di pezzi più piccoli ma capaci di un volume di fuoco maggiore; questi pezzi erano ritenuti capaci di spazzare le sovrastrutture delle navi nemiche e di demoralizzare così il morale degli equipaggi. L'apparato propulsivo fu migliorato e riorganizzato per incorporare un albero motore triplo; la corazzatura, invece, rimase simile a quella delle precedenti Brandenburg.

### Caratteristiche generali

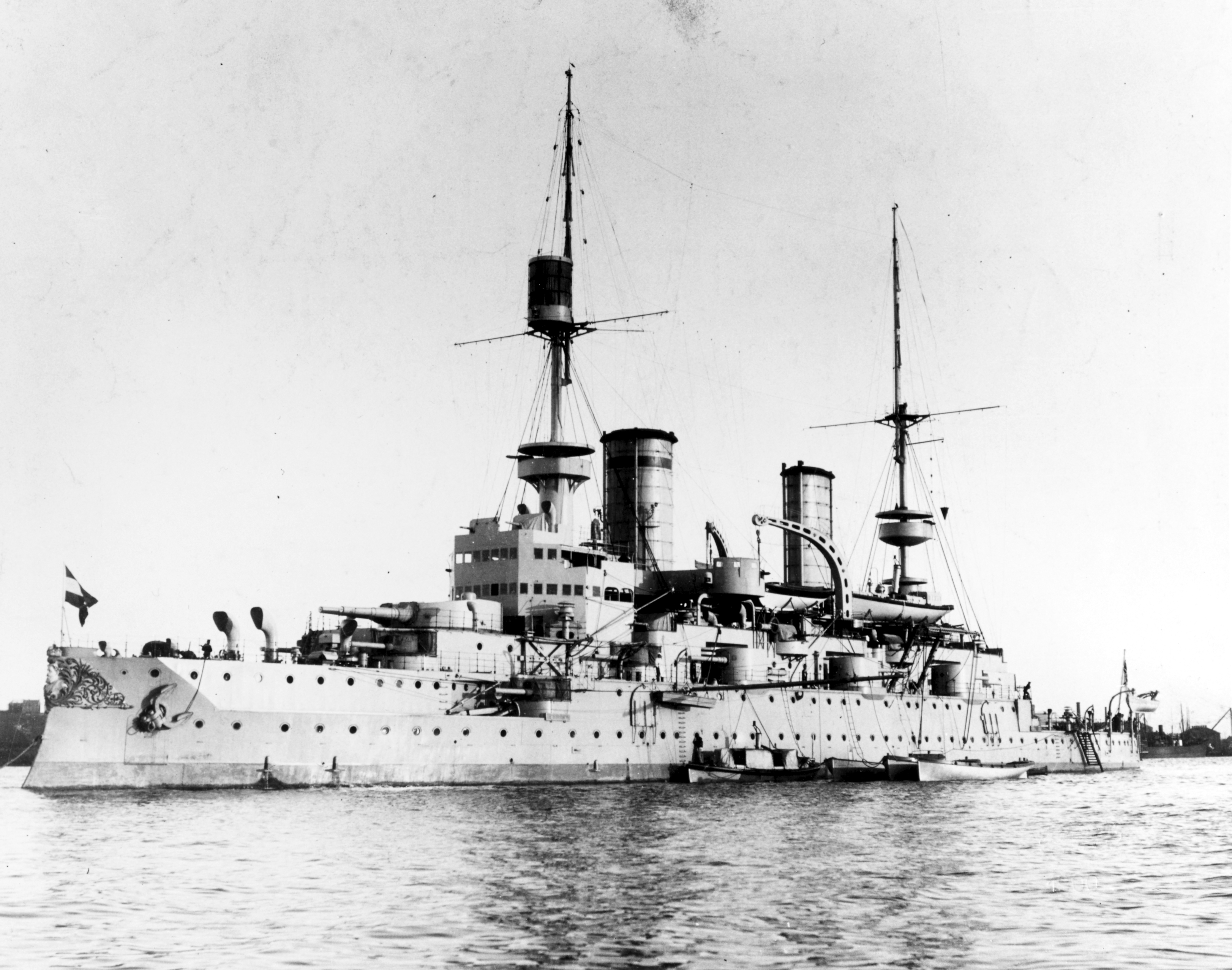
La capoclasse Kaiser Friedrich III ferma all'àncora nel 1900

Lo scafo delle Kaiser Friedrich III era lungo fuori tutto 125,3 metri (120,9 metri alla linea di galleggiamento), largo 20,4 metri e con un pescaggio di 7,89 metri a poppa e di 8,25 metri a prua; il dislocamento standard ammontava a 11.097 tonnellate e quello a pieno carico a 11.785 tonnellate. Per costruire lo scafo furono utilizzai telai in acciaio trasversali e longitudinali, con le piastre dello scafo rivettate direttamente al telaio; lo scafo era suddiviso in dodici compartimenti stagni e disponeva di un doppio fondo che correva per il 70% della sua lunghezza.
La Marina tedesca considerò le Kaiser Friedrich III delle ottime unità per quanto riguardava la tenuta del mare, con un ridotto raggio di virata e un'ottima risposta ai comandi; le navi soffrivano di una limitata riduzione di velocità in caso di mare grosso, che tuttavia raggiungeva il 40% con il mare preso di prua. L'altezza metacentrica si aggirava tra gli 0,917 e gli 1,18 metri. L'equipaggio ordinario ammontava a 39 ufficiali e 612 tra sottufficiali e marinai, ma nel caso servissero come nave ammiraglia si aggiungevano altri 12 ufficiali e tra 51 e 63 sottufficiali e marinai.

### Apparato propulsivo
Le Kaiser Friedrich III erano propulse da tre motori a vapore a tripla espansione verticali da 3 cilindri l'uno, i quali azionavano tre alberi motore; la Kaiser Friedrich III, la Kaiser Barbarossa e la Kaiser Wilhelm der Grosse avevano eliche a tre pale da 4,5 metri di diametro su tutti e tre gli alberi, la Kaiser Karl der Grosse e la Kaiser Wilhelm II avevano eliche a tre pale sui due alberi esterni e un'elica a quattro pale da 4,2 metri di diametro sull'albero centrale. La Kaiser Friedrich III aveva quattro caldaie della Thornycroft e otto caldaie cilindriche; la Kaiser Wilhelm II aveva la stessa dotazione ma con caldaie Marine invece che Thornycroft; la Kaiser Wilhelm der Grosse aveva quattro caldaie Marine e sei caldaie cilindriche, mentre la Kaiser Barbarossa aveva quattro caldaie Thornycroft e sei caldaie cilindriche; la Kaiser Karl der Grosse infine aveva due caldaie Marine, due caldaie Marine doppie e sei caldaie cilindriche.
La potenza di progetto ammontava a 12.820 ihp, ma durante le prove fu raggiunta anche una potenza di 13.760 ihp; ciò portava a una velocità massima di 17,5 nodi (34,2 km/h). Le stive delle navi potevano ospitare 650 tonnellate di carbone, anche se impiegando spazio addizionale si poteva arrivare fino a 1.070 tonnellate: ciò consentiva un'autonomia massima di 3.420 miglia nautiche alla velocità di crociera di 10 nodi (6.330 km a 19 km/h). L'erogazione di energia elettrica a 74 Volt era data da cinque generatori da 320 kW sulla  Kaiser Friedrich III e sulla Kaiser Wilhelm II, da quattro generatori da 240 kW sulle altre tre unità.

### Armamento

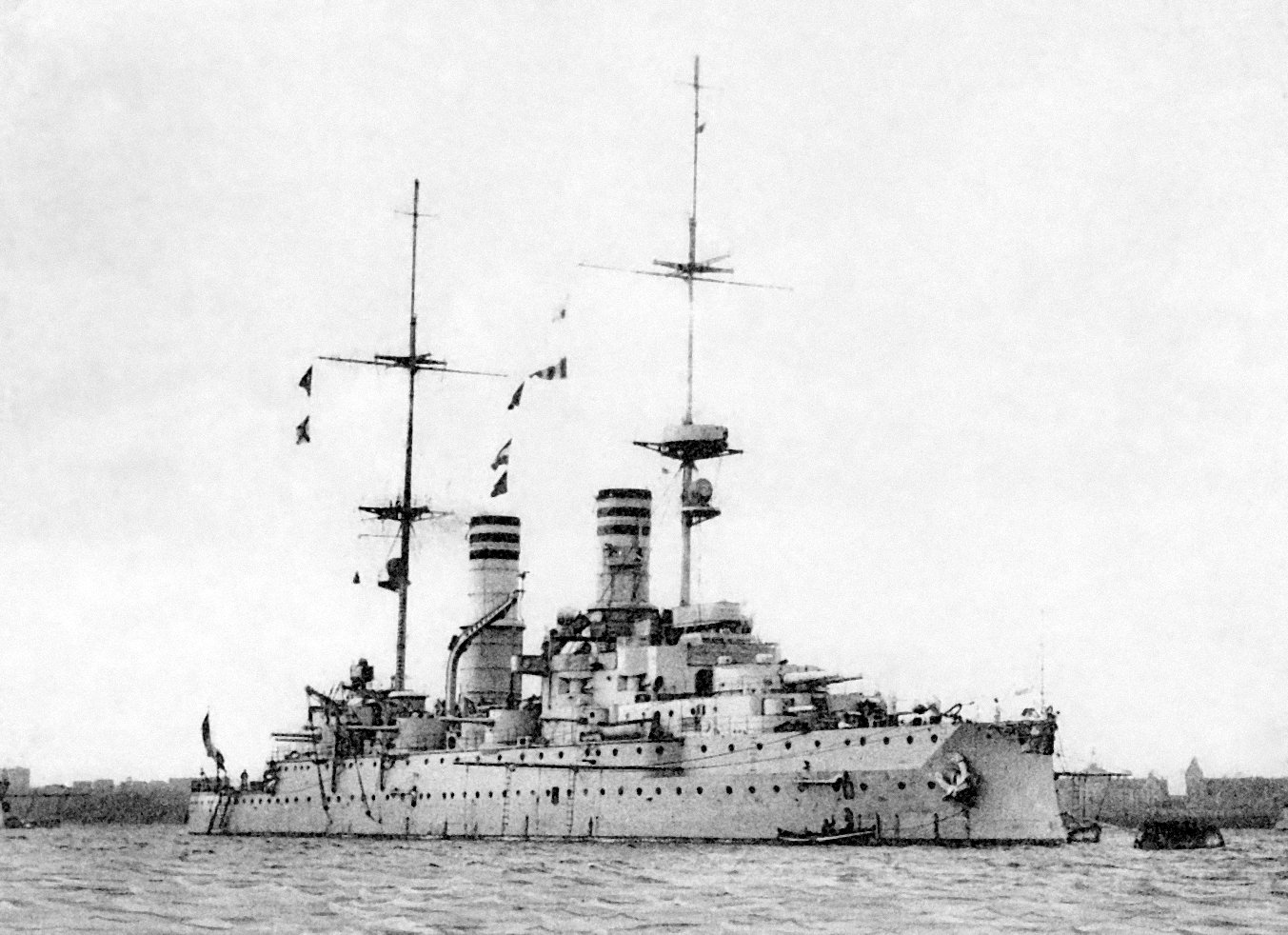
La Kaiser Barbarossa

La batteria d'artiglieria principale delle unità annoverava quattro cannoni da 24 cm SK L/40 in due torri binate poste a prua e poppa della sovrastruttura centrale; le torri tipo Drh.L. C/98 consentivano un'elevazione massima di 30° e una depressione di -5°. Alla massima elevazione, i pezzi da 24 cm potevano raggiungere una gittata di 16.900 metri, sparando un proietto dal peso di 640 chilogrammi alla velocità alla volata di 690 metri al secondo con un rateo di fuoco di tre colpi al minuto. Ciascun pezzo disponeva di una riserva di 75 colpi, per un totale quindi di 300 colpi da 24 cm.
La batteria secondaria delle unità comprendeva diciotto cannoni da 15 cm SK L/40, sei collocati in torri singole sui due lati a centro nave e dodici montati in casematte sul bordo della sovrastruttura; questi pezzi potevano sparare proiettili perforanti con un rateo di 4-5 colpi al minuto, e disponevano di una riserva di 120 colpi per pezzo per un totale di 2.160 colpi da 15 cm. I cannoni erano capaci di una elevazione di 20° e di una depressione di -7°, per una gittata massima di 13.700 metri.
Le navi imbarcavano anche dodici cannoni da 8,8 cm SK L/30 a tiro rapido, anch'essi installati in casematte; ogni cannone disponeva di una riserva di 170-250 colpi, e poteva sparare un proietto da 13,8 kg alla velocità alla volata di 590 metri al secondo, per un rateo di fuoco di circa 15 colpi al minuto e una gittata di 10.500 metri. Completavano la dotazione di artiglieria dodici cannoni a tiro rapido da 37 mm.
Le unità disponevano anche di sei tubi lanciasiluri da 450 mm, tutti collocati in installazioni singole poste sotto la linea di galleggiamento: quattro tubi erano collocati sulle due fiancate della nave, uno era nella prua e uno nella poppa.

### Corazzatura
Le Kaiser Friedrich III disponevano di una armatura in acciaio prodotta dalla Krupp. La protezione verticale era data da una cintura corazzata spessa 300 mm nella sua porzione centrale, che si restringeva a 150 mm nella sua porzione anteriore e a 200 mm in quella posteriore; l'intera cintura era sorretta da uno strato di legno spesso 250 mm. La protezione orizzontale era invece data da un ponte corazzato spesso 65 mm.
La torre di comando era protetta sui fianchi da piastre corazzate spesse 250 mm e da un tetto corazzato spesso 30 mm; ognuna delle torri d'artiglieria principale aveva una corazzatura spessa 250 mm sui fianchi e 30 mm sul tetto, mentre le torri dei pezzi da 15 cm avevano fianchi corazzati spessi 150 mm e scudi frontali spessi 70 mm; ogni casamatta era protetta invece da una blindatura spessa 150 mm.

## Unità
| Nome                      | Costruttore                     | Impostazione   | Varo           | Entrata in servizio | Destino finale                 |
| ------------------------- | ------------------------------- | -------------- | -------------- | ------------------- | ------------------------------ |
| Kaiser Friedrich III      | Kaiserliche Werft Wilhelmshaven | marzo 1895     | luglio 1896    | ottobre 1898        | demolita a Kiel nel 1920       |
| Kaiser Wilhelm II         | Kaiserliche Werft Wilhelmshaven | ottobre 1896   | settembre 1897 | febbraio 1900       | demolita a Brema nel 1921      |
| Kaiser Wilhelm der Grosse | Germaniawerft                   | gennaio 1898   | giugno 1899    | maggio 1901         | demolita a Kiel nel 1920       |
| Kaiser Karl der Grosse    | Blohm und Voss                  | settembre 1898 | ottobre 1899   | febbraio 1902       | demolita a Brema nel 1920      |
| Kaiser Barbarossa         | Schichau-Werke                  | agosto 1898    | aprile 1900    | giugno 1901         | demolita a Rüstringen nel 1920 |